# Х-процес

Періодична система елементів, в якій кольором показано походження кожного елемента. X-процес показаний червоним.

Х-процес, або сколювання космічними променями, — один із видів нуклеосинтезу, в якому утворення хімічних елементів відбувається під впливом космічних променів — високоенергетичних космічних протонів, альфа-частинок, важчих ядер, електронів тощо.
Космічні промені викликають реакції сколювання, коли частинка променя (наприклад, протон) стикається з речовиною (в тому числі іншим космічним променем). Результатом зіткнення є викид частинок (протонів, нейтронів, альфа-частинок) з ядра. Цей процес відбувається не тільки в глибокому космосі, але й у верхніх шарах атмосфери Землі та на поверхні земної кори (зазвичай у верхніх десяти метрах).

## Фізика процесу
Вважається, що сколювання космічними променями відповідальне за значну кількість у Всесвіті деяких легких елементів — літію, берилію та бору — а також ізотопу гелію-3. Цей процес (космогенний нуклеосинтез) був відкритий дещо випадково в 1970-х роках: тодішні моделі первинного нуклеосинтезу передбачали недостатню кількість дейтерію, і науковці шукали процеси, які могли б породжувати дейтерій після завершення первинного нуклеосинтезу. Сколювання космічними променями було досліджено як можливий процес генерації дейтерію, але виявилося, що утворювати значну кількість дейтерію воно нездатне. Однак нові дослідження показали, що цей процес може генерувати літій, берилій і бор, — елементи, поширеність яких у космічних променях дійсно значно вища, ніж у сонячній атмосфері (тоді як водень і гелій поширені в космічних променях приблизно в первинній кількості).
Прикладом сколювання космічними променями є влучання нейтрона в ядро азоту-14 в земній атмосфері, яке призводить до утворення протона, альфа-частинки та ядра берилію-10, яке потім розпадається на бор-10. Або протон може зіткнутися з киснем-16, утворивши два протони, нейтрон, альфа-частинку та ядро берилію-10. Утворені у верхніх шарах атмосфери берилій і бор опускаються на землю з дощем.
Х-процес є основним способом нуклеосинтезу для п'яти стабільних ізотопів літію, берилію та бору. Оскільки протон-протонний ланцюжок не може тривати далі 4He через відсутність ядер 5He та 5Li, а потрійний альфа-процес пропускає всі ядра між 4He та 12C, ці елементи не утворюються в основних реакціях зоряного нуклеосинтезу. Крім того, ядра цих елементів (таких як 7Li) є відносно слабко зв'язаними, що призводить до їх швидкого руйнування в зорях, хоча деяка кількість 7Li здатна утворюватись у вибухах нових зір.
На додаток до вищезазначених легких елементів, під дією космічних променів утворюються й інші ядра, так звані космогенні нукліди: тритій, ізотопи алюмінію, вуглецю (вуглець-14), фосфору (фосфор-32), хлору, йоду та неону. Серед них є як радіоактивні, так і стабільні. Накопичуючись у гірських породах, вони можуть бути дуже корисними для датування часу, протягом якого матеріал знаходився під впливом космічних променів. На цьому, зокрема, засноване визначення віків експозиції космічним променям для метеоритів (cosmic ray exposure ages).
За часом утворення нукліди, утворені в X-процесі, поділяються на первинні та космогенні. До первинних належать наявні в гірських породах Землі стабільні нукліди літію, берилію та бору, які були утворені тим самим процесом, що й космогенні нукліди, але в більш ранній час — ще до утворення Сонячної системи. Натомість радіоактивний нуклід берилій-7 має надто короткий період напіврозпаду, щоб дожити від часів формування Сонячної системи до сьогодення, тому він не може бути первинним нуклідом. Він мав утворитись у реакціях сколювання відносно нещодавно, і має таким чином космогенне походження. Іншим дуже відомим прикладом космогенного нукліда, який утворюється в ході X-процесу, є вуглець-14, широковживаний для датування археологічних знахідок.